# قطعه چندگیتی

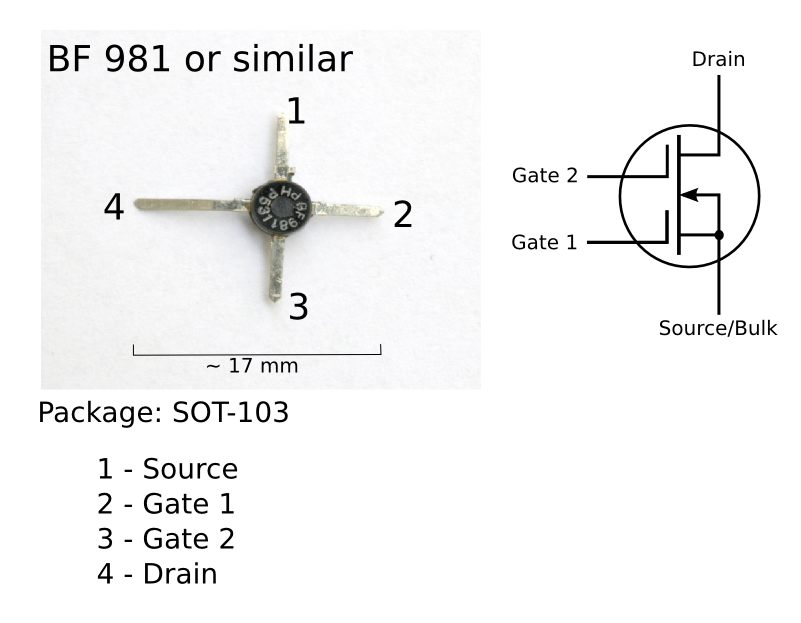
یک ماسفات دوگِیتی و نماد طرح‌واره

یک قطعه چندگیتی، ماسفت چندگیتی یا ترانزیستور اثر میدانی چندگیتی (MuGFET) به یک ماسفت (ترانزیستور اثر میدانی فلز- اکسید و نیم‌رسانا) اشاره دارد که شامل بیش از یک گیت در یک قطعه تکی است. گیت‌های متعدد ممکن است توسط یک پایه گیت واحد کنترل شود، که در آن چندین سطح گیت از نظر الکتریکی به عنوان یک گیت منفرد یا توسط الکترودهای گیت مستقل عمل کنند. یک قطعه چندگیتی از پایه‌های گیتی مستقل استفاده می‌کند، گاهی ترانزیستور اثر میدانی چند گیت مستقل (MIGFET) نامیده می‌شود. پرکاربردترین ادوات چندگیتی عبارتند از فین‌فت (ترانزیستور اثر میدانی باله‌دار) و جی‌ای‌ای‌فت (ترانزیستور اثر میدان آویستان گیت) که ترانزیستورهای غیر-مسطح یا ترانزیستورهای سه بعدی هستند.
ترانزیستورهای چندگیتی یکی از چندین استراتژی است که توسط تولیدکنندگان نیم‌رسانا ماس برای ایجادریزپردازندهها و سلول‌های حافظه کوچک‌تر در حال توسعه است، که درگفتگو به عنوان قانون مور گسترش می‌یابد. تلاش‌های توسعه‌ای برای ترانزیستورهای چندگیتی توسط آزمایشگاه الکتروتکنیک، توشیبا، گرنوبل آی‌ان‌پی، هیتاچی، تی‌اس‌ام‌سی، آی‌بی‌ام، یوسی برکلی ،اینتل، اینفینئون، ای‌ام‌دی، سامسونگ الکترونیک، مؤسسه علم و فناوری پیشرفته کره، نیم‌رسانای فری‌اسکیل و سایر موارد گزارش شده است و آی‌تی‌آراس به‌طور صحیح پیش‌بینی کرده است که چنین ادواتی سنگ بنای زیر فناوری زیر ۳۲ نانومتر خواهد بود راه‌بند اصلی پیاده‌سازی گسترده توان تولید در مقیاس صنعتی است، زیرا هر دو طرح مسطح و غیرمسطح چالش‌های مهمی را ایجاد می‌کنند، به خصوص در رابطه با طرح‌نگار نوری و الگوبرداری. سایر راهکارهای مکمل برای مقیاس‌بندی قطعه شامل مهندسی کرنش کانال، فناوری‌های مبتنی بر سیلیکون بر روی عایق و مواد دروازه فلزی دی‌الکتریک با کاپای زیاد است.
ماسفت‌های دوگِیتی معمولاً در مخلوط‌کنندههای با بسامد بسیار بالا (VHF) و در تقویت‌کننده‌های پیشانه VHF حساس استفاده می‌شوند. آنها از تولیدکننده‌هایی مانند موتورولا، ان‌ایکس‌پی و هیتاچی در دسترس هستند.

## انواع

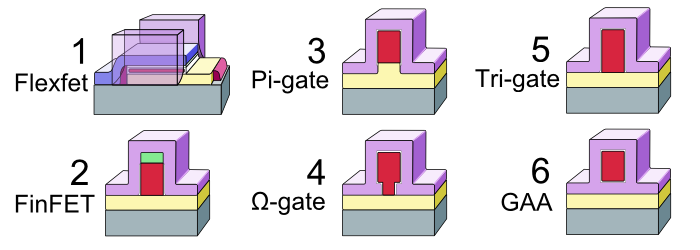
چندین مدل چندگیتی

دوجین ترانزیستور چندگیتی گوناگون در مراجع یافت می‌شود. به‌طور کلی، این گونه‌ها ممکن است از نظر معماری (مسطح در مقابل طراحی غیرمسطح) و تعداد کانال‌ها/ گیت‌ها (۲، ۳ یا ۴) متفاوت، طبقه‌بندی شوند.

## فِلکس‌فِت
فلکس‌فت یک ترانزیستور مسطح، دوگیتی مستقل با یک ماسفت با فلز بالای گیت زَراَندود و جی‌فت با گیت پایینی کاشته‌شده که خود-هم‌راستا در شکاف گیت هستند، است. این قطعه به دلیل داشتن طول کانال زیرلیتوگرافی بسیار مقیاس‌پذیر است.

## فین‌فت
فین‌فت (ترانزیستور اثر میدان باله‌ای) نوعی ترانزیستور غیرمسطح یا ترانزیستور «۳بُعدی» است (با ریزتراشه‌های سه‌بعدی اشتباه گرفته نشود). فین‌فت نوعی از ماسفت‌های مرسوم است که با وجود یک کانال وارونگی باله‌ای سیلیکونی نازک در بالای زیرلایه، به گیت اجازه می‌دهد تا دو نقطه تماس برقرار کند: سمت چپ و راست باله. ضخامت باله (اندازه‌گیری شده در جهت سورس تا درین) طول کانال مؤثر افزاره را تعیین می‌کند. ساختار گیت دورپیچیده کنترل الکتریکی بهتری بر روی کانال فراهم می‌کند و بنابراین به کاهش جریان نشتی و غلبه بر سایر اثرات کانال‌کوتاه کمک می‌کند.

## ترانزیستور سه‌گیتی
ترانزیستور سه‌گیتی، همچنین به عنوان ترانزیستور گیت سه‌گانه شناخته می‌شود، نوعی ماسفت است که دارای یک گیت در سه طرف آن است. ترانزیستور سه‌گیتی برای اولین بار در سال ۱۹۸۷ توسط تیم تحقیقاتی توشیبا شامل کی. هیدا، فومیو هاریگوچی و اچ واتنابی به نمایش درآمد. آنها فهمیدند که بدنه کاملاً تخلیه شده (FD) یک ترانزیستور مبتنی بر توده سیلیسیم باریک به دلیل تغییر در اثر بایاس-بدنه کاهش یافته، به بهبود کلیدزنی کمک می‌کند. در سال ۱۹۹۲، ماسفت سه‌گیتی توسط محقق آی‌بی‌ام هون-سام وانگ نشان داده شد.